# العلاقات الدومينيكانية الكوستاريكية
العلاقات الدومينيكانية الكوستاريكية هي العلاقات الثنائية التي تجمع بين جمهورية الدومينيكان وكوستاريكا.

## مقارنة بين البلدين
هذه مقارنة عامة ومرجعية للدولتين:
| وجه المقارنة                                              | جمهورية الدومينيكان | كوستاريكا                                 |
| --------------------------------------------------------- | ------------------- | ----------------------------------------- |
| المساحة (كم2)                                             | 48.67 ألف           | 51.10 ألف                                 |
| عدد السكان (نسمة)                                         | 10.40 مليون         | 4.91 مليون                                |
| الكثافة السكانية (ن./كم²)                                 | 213.68              | 96.09                                     |
| العاصمة                                                   | سانتو دومينغو       | سان خوسيه                                 |
| اللغة الرسمية                                             | اللغة الإسبانية     | اللغة الإسبانية                           |
| العملة                                                    | بيزو دومنيكاني      | كولون كوستاريكي                           |
| الناتج المحلي الإجمالي (بليون دولار)                      | 75.93 مليار         | 57.06 مليار                               |
| الناتج المحلي الإجمالي (تعادل القوة الشرائية) بليون دولار | 149.89 مليار        | 74.98 مليار                               |
| الناتج المحلي الإجمالي الاسمي للفرد دولار أمريكي          | 6.47 ألف            | 11.26 ألف                                 |
| الناتج المحلي الإجمالي للفرد دولار أمريكي                 | 13.26 ألف           | 14.92 ألف                                 |
| مؤشر التنمية البشرية                                      | 0.715               | 0.766                                     |
| رمز المكالمات الدولي                                      | +1809، +1829، +1849 | +506                                      |
| رمز الإنترنت                                              | .do                 | .cr، قائمة نطاقات المستوى الأعلى للإنترنت |
| المنطقة الزمنية                                           | 00                  | 00                                        |

## مدن متوأمة
في ما يلي قائمة باتفاقيات التوأمة بين مدن دومينيكانية وكوستاريكية:
- ترتبط سانتو دومينغو مع سان خوسيه باتفاقية توأمة منذ 1970.

## منظمات دولية مشتركة
يشترك البلدان في عضوية مجموعة من المنظمات الدولية، منها:
| علم المنظمة | اسم المنظمة                                                          | تاريخ انضمام جمهورية الدومينيكان | تاريخ انضمام كوستاريكا |
| ----------- | -------------------------------------------------------------------- | -------------------------------- | ---------------------- |
|             | بنك أمريكا الوسطى للتكامل الاقتصادي ‏                                 | ?                                | ?                      |
|             | وكالة حظر الأسلحة النووية في أمريكا اللاتينية ومنطقة البحر الكاريبي ‏ | ?                                | ?                      |
|             | الاتحاد البريدي العالمي                                              | ?                                | ?                      |
|             | يونسكو                                                               | 4 نوفمبر 1946                    | 19 مايو 1950           |
|             | البنك الدولي للإنشاء والتعمير                                        | 18 سبتمبر 1961                   | 8 يناير 1946           |
|             | منظمة التجارة العالمية                                               | ?                                | ?                      |
|             | وكالة ضمان الاستثمار متعدد الأطراف                                   | 7 مارس 1997                      | 8 فبراير 1994          |
|             | منظمة الشرطة الجنائية الدولية                                        | ?                                | ?                      |
|             | مؤسسة التمويل الدولية                                                | 31 أكتوبر 1961                   | 20 يوليو 1956          |
|             | الأمم المتحدة                                                        | 24 أكتوبر 1945                   | 2 نوفمبر 1945          |
|             | مؤسسة التنمية الدولية                                                | 16 نوفمبر 1962                   | 30 يونيو 1961          |
|             | منظمة حظر الأسلحة الكيميائية                                         | ?                                | ?                      |

## أعلام
هذه قائمة لبعض الشخصيات التي تربطها علاقات بالبلدين:
- فيكتور نونيز (لاعب كرة قدم كوستاريكي، 15 أبريل 1980[18] – )

## وصلات خارجية
- موقع وزارة الخارجية الكوستاريكية